# 팬티니 아키라
팬티니 아키라(일본어: ファンティーニ 燦, 1998년 5월 24일~)는 일본의 축구 선수이다.

## 구단 경력
그는 2017년 J1리그의 사간 도스에 입단했고, 2년동안 팀에서 뛰었다. 2020년 J3리그의 후쿠시마 유나이티드 FC로 입단했다. 2022년 J2리그의 레노파 야마구치 FC로 임대 이적했다. 2023년 후쿠시마 유나이티드 FC로 복귀했다. 2024년 J1리그의 교토 상가 FC로 이적했다.